# Stade Régional Nyamirambo
Stade Régional Nyamirambo – wielofunkcyjny stadion w Kigali, w Rwandzie. Swoje mecze rozgrywa na nim reprezentacja Rwandy, a także większość klubów ligowych z Kigali.
W 2007 roku FIFA sfinansowała instalację sztucznej trawy na stadionie, kosztem 350 tysięcy dolarów. W 2008 roku przeszedł modernizację, w wyniku której pojawiło się zadaszenie trybuny VIP, oświetlenie boiska, elektroniczna tablica boiska, a także wybudowano nowe szatnie.